# Megamiasto

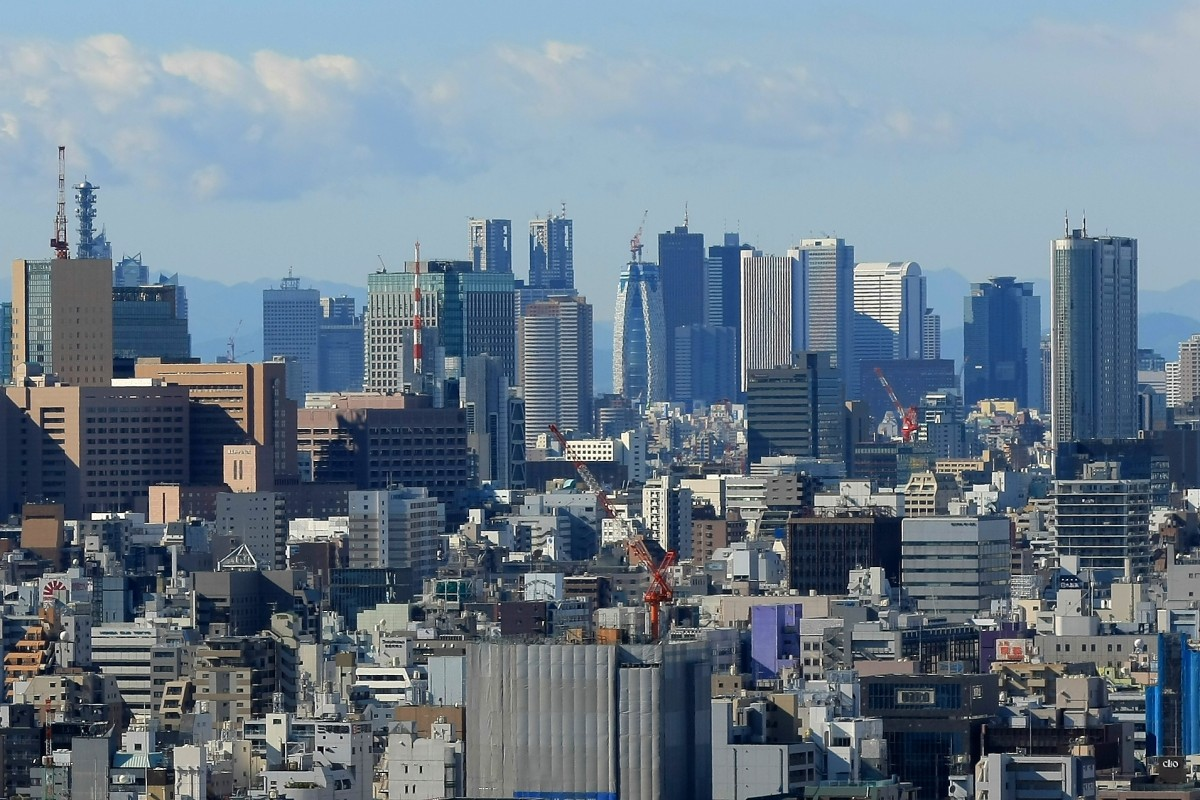
Tokio to największe na świecie megamiasto

Megamiasto – miejska jednostka osadnicza charakteryzująca się bardzo dużą powierzchnią i liczbą mieszkańców. Megamiasta tworzą się w wyniku "eksplozji miast". Jest to proces napływu ludności (głównie ze wsi lub małych miasteczek) do większego miasta (często stolicy) w poszukiwaniu pracy i lepszych warunków życia. W tym wypadku przedmieścia nie rozwijają się zbyt intensywnie (miasto ma dość zwarty układ przestrzenny). Na ogromną skalę tworzą się za to slumsy.